# Киракос Банасер
Кирако́с Банасе́р (арм. Կիրակոս Բանասեր), также Кирако́с Рштунеци́ (арм. Կիրակոս Ռշտունեցի) — армянский историк, богослов, церковный деятель XV века.

## Биография
Родился на территории исторической армянской области Рштуник, вследствие чего именовался также Рштунеци. Был учеником и близким сподвижником Товмы Мецопеци, возможно является и соавтором некоторых сочинений Мецопеци. Внёс значительный вклад в дело перенесения резиденции армянского католикосата обратно в Эчмиадзин в 1441 году. Вскоре после смерти Товмы Мецопеци в 1446 году Киракос пишет своё самое известное сочинение — «История великого учителя Товмы, написанная вардапетом Киракосом Банасером». Помимо жизни и деятельности Товмы Мецопеци, Киракос передаёт интересные сведения о положении армянской церкви в середине XV века. Сохранился также короткий хронологический труд Киракоса Рштунеци  (1443 г), охватывающий период XII—XV вв. Это небольшое историческое сочинение имеет важное значение для изучения завоевания Закавказья Тамерланом и племенами Кара-Коюнлу.